# Justicia distichotricha
Justicia distichotricha är en akantusväxtart som beskrevs av Gustav Lindau. Justicia distichotricha ingår i släktet Justicia och familjen akantusväxter. Inga underarter finns listade i Catalogue of Life.